# 貝茨峰
貝茨峰（英語：Bates Peak）是南極洲的山峰，位於帕爾默地的羅斯柴爾德島，屬於德斯科山脈的一部分，海拔高度約600米，現時由南極條約體系管理。

## 外部連結
. . United States Geological Survey.   [2012-01-13].
69°35′S 72°48′W / 69.583°S 72.800°W